# Zucchero d'uva
Lo zucchero d’uva, nella tradizionale forma liquida, è un mosto d’uva privato di tutte le sostanze diverse dagli zuccheri e concentrato fino ad ottenere uno sciroppo zuccherino mediamente tra i 65 e i 70 °Brix, incolore e con odore neutro o appena fruttato . È costituito da una miscela di monosaccaridi, in particolare glucosio (ca. 48 per cento) e fruttosio (ca. 50 per cento) in rapporto circa 1:1, con tracce di zuccheri minori pentosi ed esosi (principalmente arabinosio e galattosio) e polialcoli e si presenta in forma di concentrato a circa 65°Brix, incolore e con odore neutro o appena fruttato . 
Quando il mosto deriva da uve da vino per applicazioni in enologia (classificabili in conformità all’articolo 81 del reg. (UE) n. 1308/2013), lo zucchero d’uva è denominato mosto concentrato rettificato e indicato con l’acronimo MCR. Questo deriva dal fatto che la purificazione degli zuccheri dell’uva dalle impurità del mosto avviene attraverso un processo di rettifica, ossia di deionizzazione, per scambio ionico. 
Con la denominazione “zucchero d’uva” si comprendono generalmente sia lo zucchero derivato da uve da tavola, che quello derivato da uve da vino (MCR), perfettamente analoghi per proprietà chimico-fisiche e organolettiche. Solo lo zucchero da uve da vino può però essere impiegato in Europa nel settore enologico, dove la denominazione legale corretta è mosto di uve concentrato rettificato . 
Dal 2012 lo zucchero d’uva è disponibile anche in forma cristallina, grazie allo sviluppo di una tecnologia innovativa, brevettata a livello internazionale e industrializzata dall'azienda Naturalia Ingredients s.r.l., con sede e stabilimento produttivo in Sicilia a Mazara del Vallo (TP). Ad oggi Naturalia Ingredients risulta l’unica azienda al mondo a produrre zuccheri da uva (e, in generale, da frutta), in forma pura e cristallina  .
Tecnicamente lo zucchero d'uva (liquido e solido) si caratterizza soprattutto per la presenza di inositolo (un marcatore di origine viticola) e per i rapporti isotopici dell’idrogeno (D/H) e del carbonio (13C/12C, espressi come δ13C) nell’etanolo distillato dopo la fermentazione. Questi due parametri sono completamente diversi a seconda che l’etanolo provenga dall’uva o da zuccheri esogeni come barbabietola e canna, a causa dei diversi cicli fotosintetici (C3 o C4) delle piante .

## Produzione
A differenza del disaccaride saccarosio della canna e barbabietola da zucchero, i due monosaccaridi dell’uva, glucosio e fruttosio, non sono direttamente cristallizzabili dal mosto, avendo un reciproco effetto anti-cristallizzante.
Questa difficoltà è stata superata grazie allo sviluppo di una tecnologia innovativa di separazione del glucosio e del fruttosio per cromatografia su colonna contenente una resina a scambio ionico per applicazioni destinate all'industria enologica, saccarifera e alimentare. Il glucosio e il fruttosio dello zucchero d'uva liquido, separati per cromatografia, divengono quindi cristallizzabili, in acqua e senza impiego di solventi. Ottenuti i due zuccheri allo stato cristallino, il successivo assemblaggio permette di ricostituire il principio glucidico dell’uva allo stato solido: a tutti gli effetti, lo zucchero d’uva cristallino o, nel caso di prodotto da filiera vitivinicola, mosto concentrato rettificato solido (MCRS) .

## Applicazione in enologia
Il MCR nasce come prodotto a destinazione enologica (conformemente alla normativa UE di riferimento), per le pratiche di arricchimento, spumantizzazione e dolcificazione, in alternativa al saccarosio e/o ai mosti non rettificati  .
Il MCR liquido non rappresenta però una soluzione in grado di eguagliare il saccarosio cristallino dal punto di vista della purezza, della stabilità, della praticità logistica e di impiego. La forma in sciroppo, infatti, ha diversi limiti: la presenza di acqua nel prodotto lo rende suscettibile all’inquinamento microbico, soprattutto da parte di microrganismi osmofili capaci di sopravvivere ad alte concentrazioni zuccherine; sono favoriti, soprattutto ad alte temperature, i fenomeni di degradazione degli zuccheri, in particolare del fruttosio che tende a trasformarsi in idrossimetilfurfurale, un metabolita indesiderato che determina l’imbrunimento del prodotto; al ridursi della temperatura gli zuccheri presenti (in particolare il glucosio avente una bassa solubilità a freddo) tendono a solidificare, formando un precipitato cristallino che richiede un trattamento termico per essere riportato in soluzione prima dell’utilizzo. Il prodotto ha quindi una shelf life limitata.
A seguito dell’introduzione nel mercato della forma solida dello zucchero d'uva cristallino, il Regolamento 52/2013 della Commissione del 22 gennaio 2013, assunto nella nuova OCM agricola con il regolamento (UE) n. 1308/2013, ha autorizzato l’utilizzo del mosto di uve concentrato rettificato solido tra le pratiche enologiche alle medesime condizioni di impiego del prodotto liquido .  La normativa specifica che si deve trattare di un prodotto ottenuto senza impiego di solvente e che deve possedere caratteristiche di purezza, espresse in particolare come presenze di anidride solforosa, migliori rispetto al mosto di uve concentrato rettificato liquido .
L’impiego del MCRS non solo non apporta influenze negative al vino, ma presenta diversi vantaggi rispetto al MCR liquido: è di uso più comodo in quanto a facilità di gestione, dosaggio, movimentazione e stoccaggio; è caratterizzato da maggiore purezza chimica e microbiologica; l’impatto ambientale della logistica risulta minore .

## Altre applicazioni
Mentre lo zucchero d’uva destinato al settore enologico può essere prodotto esclusivamente da uve da vino, quello utilizzato negli altri settori industriali può essere ottenuto anche da uve da tavola.
La disponibilità dello zucchero d’uva puro cristallino, e, ancor più, delle sue singole componenti zuccherine glucosio e fruttosio, ha incrementato le potenzialità applicative di questi zuccheri, nel settore alimentare, nutraceutico e cosmetico, in particolare nei segmenti dedicati ai prodotti “naturali” e “biologici”. Inoltre, poiché nel campo vitivinicolo è esclusa nella maniera più rigorosa ogni pratica di manipolazione genetica, l’assenza di OGM è garantita.
Gli zuccheri d’uva stanno trovando crescente applicazione nel settore alimentare come ingredienti alternativi non solo al saccarosio, ma anche al glucosio e al fruttosio tradizionali, originati da mais. Migliorano l'elasticità, la lievitazione la fragranza e la conservabilità dei prodotti da forno; esaltano il gusto di frutta in marmellate, confetture e succhi di frutta; abbassano il punto di congelamento e migliorano la consistenza dei gelati; perfezionano l'aroma e la consistenza dei prodotti a base latte.
Nel settore nutraceutico il destrosio d’uva è utilizzato negli integratori alimentari e integratori per sportivi, per la sua azione energetica, il fruttosio d’uva negli sciroppi, per la sua capacità di modulare aromi sgradevoli di principi attivi ed estratti vegetali. 
Nel settore cosmetico gli zuccheri d’uva cristallini sono usati come ingredienti in prodotti per la salute e la bellezza come peeling, scrub per il corpo e creme idratanti.